# Michael Folorunsho
Michael Ijemuan Folorunsho (ur. 7 lutego 1998 w Rzymie) – włoski piłkarz nigeryjskiego pochodzenia występujący na pozycji pomocnika. Wychowanek Lazio, w trakcie swojej kariery grał także w takich zespołach, jak Napoli, Bari oraz Reggina.